# Berkay Özcan
Berkay Özcan, né le 15 février 1998 à Karlsruhe, est un footballeur international turc. Il évolue au poste de milieu de terrain au Fatih Karagümrük, en prêt d'İstanbul Başakşehir.

## Biographie
Avec l'équipe de Turquie des moins de 19 ans, il inscrit en mars 2017 un doublé contre le Portugal, lors des éliminatoires du championnat d'Europe des moins de 19 ans. Il officie comme capitaine lors de ces éliminatoires.
Le 3 décembre 2017, Özcan prolonge son contrat au VfB Stuttgart jusqu'en juin 2021.

## Palmarès
- Champion d'Allemagne de D2 en 2017 avec le VfB Stuttgart